# Financiamiento climático

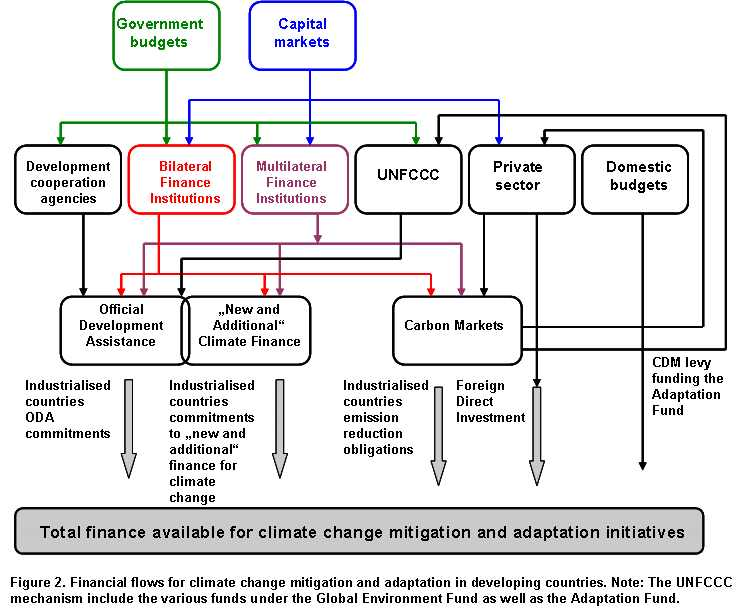
Flujos financieros para mitigación del calentamiento mundial y adaptación a él en países en desarrollo.

El financiamiento climático es la financiación canalizada por entidades nacionales, regionales e internacionales para la mitigación del calentamiento mundial o la adaptación a él. Esta financiación incluye mecanismos concretos de apoyo al clima y ayuda financiera para actividades de mitigación y adaptación, con el fin de acelerar la transición hacia un crecimiento bajo en carbono. Se ha empleado el término "financiamiento climático" en sentido estricto para referirse a las transferencias de recursos públicos de países desarrollados a países en desarrollo, en cumplimiento de las obligaciones («proporcionar recursos financieros nuevos y adicionales») que les impone la Convención Marco de las Naciones Unidas sobre el Cambio Climático (CMNUCC). En un sentido más amplio se ha empleado para referirse a todos los flujos financieros relacionados con mitigación y adaptación.
El Comité Permanente de Finanzas (CPF) de la Convención Marco de las Naciones Unidas sobre el Cambio Climático (CMNUCC) describe el financiamiento climático como los flujos de recursos financieros destinados a mitigar las emisiones de gases de efecto invernadero (GEI) y a mejorar los sumideros de estos gases, al mismo tiempo que busca reducir la vulnerabilidad y fortalecer la resiliencia de los sistemas humanos y ecológicos frente a los impactos negativos del cambio climático.Por su parte, la Organización para la Cooperación y el Desarrollo Económico (OCDE) describe el financiamiento climático como "los flujos de capital destinados a promover un desarrollo bajo en carbono y resiliente al cambio climático, los cuales pueden provenir tanto del sector público como privado.

## Flujos de financiamiento climático
Numerosas iniciativas están en marcha para realizar un seguimiento de los flujos del financiamiento climático internacional. Los analistas de la Iniciativa de Política Climática han seguido anualmente desde 2011 variadas fuentes de financiamiento climático públicas y privadas. En 2015 estimaron que se había logrado un financiamiento climático de 437 miles de millones de dólares estadounidenses (US$). La valoración y perspectiva del financiamiento climático de la Convención Marco de las Naciones Unidas sobre el Cambio Climático, y el capítulo sobre esta financiación del quinto informe de evaluación del Grupo Intergubernamental de Expertos sobre el Cambio Climático (IPCC), se han basado en este seguimiento. Esto y otras investigaciones sugieren la necesidad de realizar un mejor seguimiento de esta financiación. En particular, sugieren que los financiadores pueden mejorar sincronizando sus informes, siendo consistentes en la manera en que informan de sus cifras, y proporcionando información detallada sobre cómo se van aplicando los programas y realizando los proyectos a lo largo del tiempo.
Las estimaciones sobre la falta de financiamiento climático (para alcanzar los Objetivos de Desarrollo Sostenible o los compromisos del Acuerdo de París) varían según zonas geográficas, sectores, actividades incluidas, calendarios, objetivos y suposiciones subyacentes. El Informe sobre el desarrollo mundial 2010 estima entre 140 y 175 miles de millones de dólares anuales hasta 2030 las necesidades de financiación para mitigación en países en desarrollo. Además calcula que harían falta de 30 a 100 miles de millones de dólares anuales desde 2010 hasta 2050 para adaptación.
El informe Perspectiva energética mundial (World Energy Outlook, WEO) 2011 de la Agencia Internacional de la Energía estima que para satisfacer la creciente demanda de energía hasta 2035 será necesario invertir US$ 16,9 billones en nueva generación. El 60 % iría a energías renovables. Por tanto, el capital requerido para satisfacer la demanda energética hasta 2030 se eleva a US$ 1,1 billones anuales de media, distribuido (casi equitativamente) entre las grandes economías emergentes (China, India, Brasil, etc.) y los restantes países en desarrollo.
Estimaciones más recientes (2016) del Programa de las Naciones Unidas para el Medio Ambiente (PNUMA) sitúan el coste de adaptación de los países en desarrollo entre 280 y 500 miles de millones de dólares anuales hasta 2050. No solo elevan sustancialmente las previsiones anteriores, sino que avisan que en los próximos años las necesidades podrían aumentar todavía más. Para cerrar la brecha de financiación las aportaciones públicas internacionales deberían ser de 6 a 13 veces superiores a las actuales.

## Financiación climática multilateral
Los fondos climáticos multilaterales (i.e. participados por múltiples gobiernos nacionales) son importantes vehículos de financiamiento climático. Los mayores son el Fondo Verde del Clima, el Fondo de Adaptación, los Fondos de Inversión en el Clima y el Fondo para el Medio Ambiente Mundial (GEF por sus siglas en inglés). En 2016, estos 4 fondos aprobaron US$ 2,78 miles de millones para apoyar proyectos. India fue el país que recibió la mayor cantidad total, seguido por Ucrania y Chile. Tuvalu recibió la mayor financiación por persona, seguido por Samoa y Dominica. Estados Unidos es el mayor donante de estos 4 fondos, mientras que los noruegos son quienes más contribuyen por persona. La mayoría de los fondos multilaterales para el clima utilizan una amplia gama de instrumentos de financiación, como subvenciones, deuda, capital y opciones de mitigación de riesgos. Estos instrumentos pretenden animar (crowd in, lo contrario del efecto desplazamiento) a que otros financiadores, ya sean gobiernos nacionales, empresas privadas u otros donantes, inviertan también en los proyectos donde los fondos climáticos han participado.
El Fondo Verde para el Clima es actualmente el mayor fondo multilateral para el clima, y tanto los profesionales del cambio climático como los del desarrollo están centrados en que estos recursos fluyan.
La financiación para el clima por parte de los seis mayores bancos multilaterales de desarrollo (BMD) del mundo aumentó a un máximo de siete años de 35.200 millones de dólares en 2017. Según la Agencia Internacional de las Energías Renovables, (IRENA por su sigla en inglés), la transición energética mundial podría aportar 19 billones de dólares en ganancias económicas para 2050.
Los bancos de desarrollo multilaterales también invierten enormes sumas en la mitigación del cambio climático y la adaptación a él. Solo en 2015 destinaron US$ 81 miles de millones.
Desde 2012, el Banco Europeo de Inversiones ha aportado 170.000 millones de euros en fondos para el clima, que han financiado más de 600.000 millones de euros en programas para mitigar las emisiones y ayudar a las personas a responder al cambio climático y al agotamiento de la biodiversidad en toda Europa y el mundo.

## Fondos nacionales de financiamiento climático
Los fondos nacionales climáticos no tienen la intención de duplicar los flujos financieros, recaudar fondos suplementarios o incrementar el esfuerzo de los donantes. Por el contrario, los fondos nacionales proporcionan un mecanismo para combinar, a nivel de proyecto, el financiamiento climático multilateral con otros dineros. Varios países en desarrollo ya han establecido fondos nacionales que reciben y canalizan el financiamiento climático de diversos donantes. Un estudio de la OCDE de 2011 sugiere que hay al menos 10 fondos climáticos nacionales en Brasil, Indonesia, Bangladés, China, Ecuador, Guyana, Maldivas y Tailandia. En muchos países, el PNUD actúa como administrador de estos fondos, lo que ha contribuido a aumentar la confianza de los donantes en que se respetarán los estándares fiduciarios.
Si bien son escasos los datos precisos sobre la capitalización de estos fondos, se estima que alrededor de US$ 1,3 miles de millones han sido prometidos a tales mecanismos.

## Financiamiento climático privado
El dinero público ha sido tradicionalmente una fuente significativa de inversión en infraestructura. Sin embargo los presupuestos públicos son a menudo insuficientes para los mayores y más complejos proyectos de infraestructura, particularmente en países de bajos ingresos. En algunos casos las infraestructuras que no provoquen mayores emisiones de gases de efecto invernadero (por ejemplo, una central eléctrica termosolar) son más caras, tienen mayor riesgo financiero o costes iniciales más elevados que las que sí las provocan (por ejemplo, una central de carbón). En otros casos es al revés y las tecnologías respetuosas con el clima son más baratas que las dañinas. Si los países van a acceder a la escala de financiación requerida, resulta fundamental considerar todo el espectro de fuentes de financiación y sus requisitos, así como los diferentes mecanismos disponibles, y cómo pueden combinarse. Por tanto cada vez se reconoce más que hará falta dinero privado para cubrir el déficit de financiamiento climático.
Los inversores privados pueden ser atraídos a proyectos de infraestructura urbana sostenible si se prevé un retorno suficiente de la inversión, ya sea por el propio flujo de ingresos que la infraestructura genere cuando funcione, o porque un gobierno solvente se comprometa a un apropiado calendario de pagos. La bancabilidad del proyecto y la fiabilidad crediticia de sus promotores son por tanto prerrequisitos para atraer el dinero privado. Las fuentes potenciales de financiamiento climático privado incluyen bancos comerciales, compañías de inversión, fondos de pensiones, aseguradoras y fondos soberanos. Estos diferentes tipos de inversores tendrán diferentes expectativas de rentabilidad-riesgo y horizontes de inversión, por lo que los proyectos necesitarán ser estructurados apropiadamente (por ejemplo con distintos tramos de rentabilidad de la deuda según el plazo).
Los gobiernos disponen de una amplia gama de mecanismos de financiación para asegurar la rentabilidad de los inversores privados, como acciones, deuda, donaciones o instrumentos para reducir riesgos, por ejemplo garantías. Algunos de estos mecanismos se utilizarán por defecto como parte de la base de financiación de un gobierno; otros pueden desplegarse para movilizar la inversión en un proyecto climático concreto.

## Financiamiento climático y financiamiento verde
La financiación verde (también llamada financiación sostenible) es más amplia que la climática y la engloba, es decir, todo financiamiento climático es financiación verde, pero no toda financiación verde es financiamiento climático. Por ejemplo, inversiones para el control de la contaminación industrial, la depuración de aguas residuales o la protección de la biodiversidad son financiación verde, pero no climática. En cambio las inversiones en mitigación —que buscan reducir o evitar las emisiones de gases de efecto invernadero— o en adaptación —que reducen la vulnerabilidad de personas y bienes a los efectos del calentamiento mundial— son a la vez financiación verde y climática.
Los asesores financieros Climate Mundial definen financiación verde como cualquier instrumento financiero que proporciona externalidades medioambientales positivas, reales, verificadas y adicionales al negocio habitual. Mientras que el financiamiento climático es una forma de financiación verde referida a proyectos que ayudan a los países en desarrollo a reducir emisiones de gases de efecto invernadero o a adaptarse al calentamiento mundial.